# Achimelech

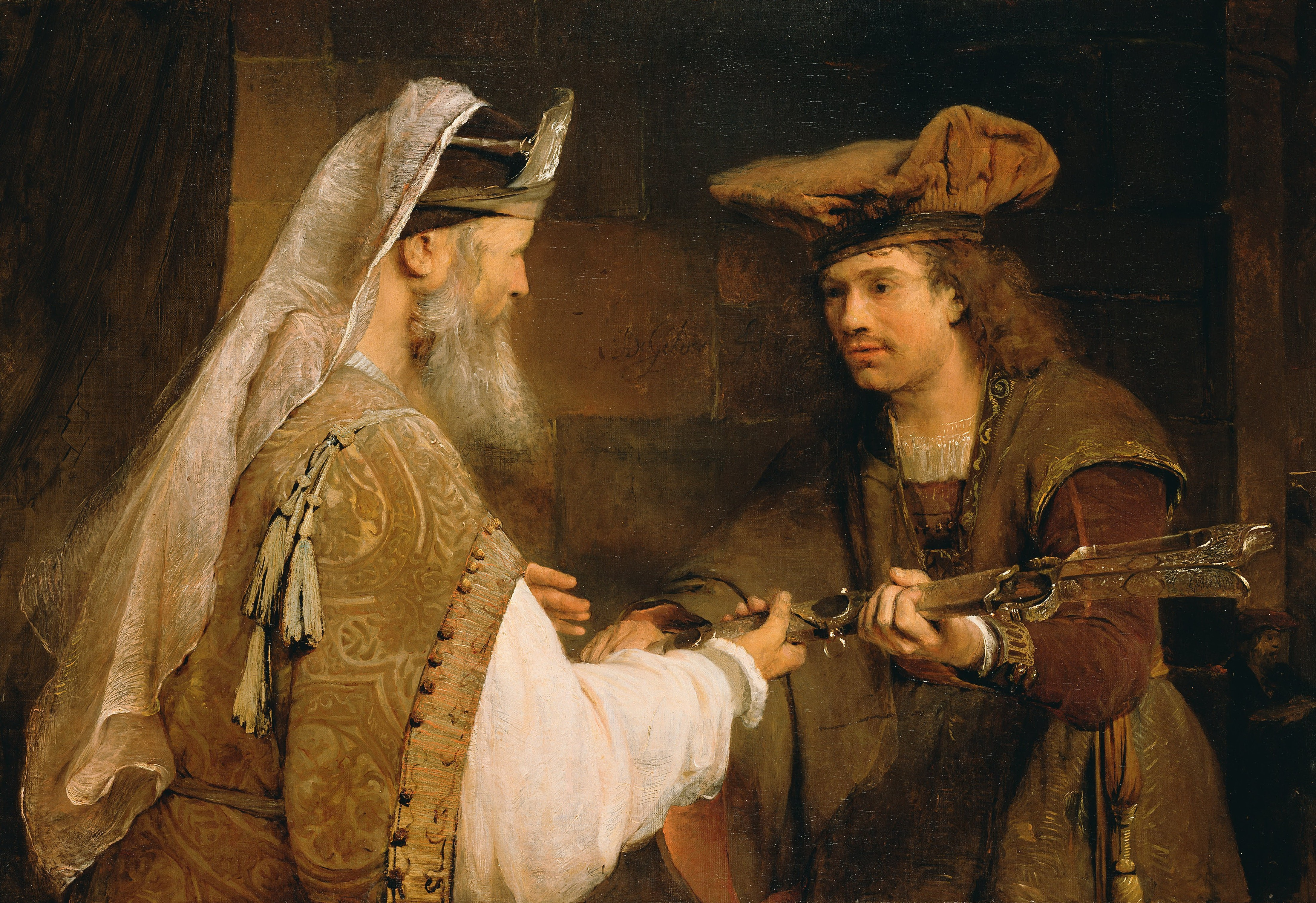
Achimelech consegna a Davide la spada di Golia (Aert de Gelder)

Achimelech, o Ahimelech (ebraico: אֲחִימֶ֫לֶך 'Ăḥîmeleḵ, "fratello di un re"), figlio di Ahitub e padre di Abiathar (1 Samuele 22: 20-23), ma descritto come il figlio di Abiathar in 2 Samuele 8:17 e in quattro punti nei due testi Libri delle Cronache.
Discendeva da Itamar, figlio di Aronne, e dal Sommo Sacerdote d'Israele. In Libri delle Cronache 18:16 il suo nome è Abimelech come nel testo masoretico, ed è probabilmente lo stesso di Ahiah (1 Samuele 14: 3, 18).

## Rapporto con Davide
Era il dodicesimo Sommo Sacerdote e officiava a Nob, dove ricevette la visita di Davide (diede a Davide e ai suoi compagni cinque pezzi di pane) quando Davide fuggì da Saul (1 Samuele 21: 1-9). Fu convocato alla presenza di Saul e accusato di slealtà per aver assistito Davide, secondo le informazioni di Doeg l'Edomita. Allora il re ordinò che lui, con gli altri sacerdoti che gli stavano accanto, 86 in tutto, fosse ucciso con la sua famiglia. Questa frase fu eseguita da Doeg nel modo più crudele (1 Samuele 22: 9-23). Forse Abiathar aveva un figlio chiamato anche Ahimelech, oppure i due nomi, come alcuni pensano, potrebbero essere stati trasposti accidentalmente in 2 Samuele 8:17; Libri delle Cronache 18:16, marg.; 24: 3, 6, 31.

## Nelle opere in italiano
Nel Saul dell'Alfieri vi è presente anche Achimelech, e come nella versione biblica questo muore per ordine del re Saul per aver aiutato Davide.